# Liste von Krankenhäusern in Berlin
Die Liste von Krankenhäusern in Berlin listet bestehende und ehemalige Krankenhäuser in verschiedenen Trägerschaften in den Bezirken bzw. Ortsteilen Berlins.

## Geschichte
Als das älteste Krankenhaus Berlins gilt die Charité, die auf das Jahr 1710 bzw. 1729 zurückgeht.
Am 27. Juni 1945 meldete der Chef Rückwärtige Dienste der GSBT-Truppen an Anastas Mikojan im Verteidigungskomitee der UdSSR, dass in Gesamtberlin 92 Krankenhäuser und weitere Gesundheitseinrichtungen registriert wurden. „Alle diese Einrichtungen haben bereits ihre Tätigkeit aufgenommen. Die Gesamtbettenzahl in den Krankenhäusern beträgt 31.780. In Kliniken haben 654 Ärzte ihre Arbeit aufgenommen, privat praktizieren 801 Ärzte.“
Mittlerweile (Stand Mai 2020) heißt es in einer Veröffentlichung: „In Berlin leisten 60 Krankenhäuser die medizinische Versorgung der Bevölkerung aus Berlin und dem Brandenburger Umland.“ Es werden auch Patienten aus anderen deutschen Bundesländern und dem Ausland behandelt.
Die größten derartigen Einrichtungen sind die Charité, die Vivantes-Kliniken in kommunaler Trägerschaft sowie zahlreiche kirchliche, gemeinnützige oder private Kliniken. Die Berliner Kranhauseinrichtungen versorgen jährlich mehr als eine Million Patienten stationär. Die häufigsten behandelten Krankheiten sind Herzschwäche und Alkoholprobleme.

## Liste
| Name                                                         | Ortsteil           | Träger                               | Eröffnung | Anmerkungen                                                                                             | Bild |
| ------------------------------------------------------------ | ------------------ | ------------------------------------ | --------- | --- | ---- |
| Arona Klinik für Altersmedizin (Lage)                        | Biesdorf           |                                      | 2019      | |      |
| Augenklinik Marzahn (Lage)                                   | Biesdorf           |                                      | 1998      | |      |
| Unfallkrankenhaus Berlin (Lage)                              | Biesdorf           |                                      | 1997      | |      |
| Krankenhaus Hedwigshöhe (Lage)                               | Bohnsdorf          | Alexianer                            | 1925      | |      |
| Humboldt-Klinikum (Lage)                                     | Borsigwalde        | Vivantes Kliniken                    | 1912      | |      |
| Evangelische Lungenklinik Berlin (Lage)                      | Buch               | Johannesstift Diakonie               | 1952      | |      |
| Helios Klinikum Berlin-Buch (Lage)                           | Buch               | Helios Kliniken                      | 2007      | |      |
| Immanuel Krankenhaus Berlin (Buch) (Lage)                    | Buch               | Immanuel Albertinen Diakonie         | 1993      | Nachfolger der 1951 entstandenen Rheumatologie-Abteilung, ab 1964 Rheumatologisch-kardiologische Klinik |      |
| Schlosspark-Klinik (Lage)                                    | Charlottenburg     |                                      | 1970      | |      |
| Evangelisches Waldkrankenhaus Spandau (Lage)                 | Falkenhagener Feld | Johannesstift Diakonie               | 1945      | |      |
| Klinikum im Friedrichshain (Lage)                            | Friedrichshain     | Vivantes Kliniken                    | 1874      | |      |
| DRK Kliniken Berlin-Mitte (Lage)                             | Gesundbrunnen      | DRK Kliniken Berlin                  |           | |      |
| Jüdisches Krankenhaus Berlin (Lage)                          | Gesundbrunnen      |                                      | 1914      | |      |
| Dominikus-Krankenhaus (Lage)                                 | Hermsdorf          |                                      |           | |      |
| Klinikum Kaulsdorf (Lage)                                    | Kaulsdorf          | Vivantes Kliniken                    | 1943      | |      |
| Gemeinschaftskrankenhaus Havelhöhe (Lage)                    | Kladow             |                                      | 1934      | |      |
| Krankenhaus Köpenick (Lage)                                  | Köpenick           | DRK Kliniken Berlin                  | 1914      | |      |
| Klinikum Am Urban (Lage)                                     | Kreuzberg          | Vivantes Kliniken                    | 1890      | |      |
| St. Marien Krankenhaus Berlin (Lage)                         | Lankwitz           |                                      |           | |      |
| Evangelisches Krankenhaus Königin Elisabeth Herzberge (Lage) | Lichtenberg        |                                      | 1893      | |      |
| Sana-Klinikum Lichtenberg (Lage)                             | Lichtenberg        | Sana Kliniken                        | 1914      | ehemals Oskar-Ziethen-Krankenhaus                                                                       |      |
| Krankenhaus Bethel Berlin (Lage)                             | Lichterfelde       | Gesundheitswerk Bethel Berlin        | 1945      | Seit 1959 am Standort Lichterfelde                                                                      |      |
| Charité Campus Benjamin Franklin (CBF) (Lage)                | Lichterfelde       | Charité – Universitätsmedizin Berlin | 1968      | bis 1994 unter dem Namen Klinikum Steglitz                                                              |      |
| Vitanas Krankenhaus für Geriatrie (Lage)                     | Märkisches Viertel | Vitanas                              |           | |      |
| Bundeswehrkrankenhaus Berlin (Lage)                          | Mitte              |                                      | 1853      | |      |
| Charité Campus Mitte (CCM) (Lage)                            | Mitte              | Charité – Universitätsmedizin Berlin | 1710      | |      |
| St. Hedwig-Krankenhaus (Lage)                                | Mitte              | Alexianer                            | 1846      | |      |
| Klinikum Neukölln (Lage)                                     | Neukölln           | Vivantes Kliniken                    | 1909      | |      |
| Kliniken im Theodor-Wenzel-Werk (Lage)                       | Nikolassee         |                                      |           | |      |
| Maria-Heimsuchung Caritas-Klinik Pankow (Lage)               | Pankow             |                                      |           | |      |
| Klinikum Prenzlauer Berg (Lage)                              | Prenzlauer Berg    | Vivantes Kliniken                    | 1886      | |      |
| Evangelisches Krankenhaus Hubertus (Lage)                    | Schlachtensee      | Johannesstift Diakonie               |           | |      |
| Klinik für MIC (Lage)                                        | Schlachtensee      |                                      |           | |      |
| Evangelisches Martin-Luther-Krankenhaus (Lage)               | Schmargendorf      | Johannesstift Diakonie               | 1931      | |      |
| Auguste-Viktoria-Klinikum (Lage)                             | Schöneberg         | Vivantes Kliniken                    | 1906      | |      |
| Klinikum Spandau (Lage)                                      | Spandau            | Vivantes Kliniken                    | 1899      | |      |
| St. Joseph Krankenhaus (Lage)                                | Tempelhof          | Elisabeth Vinzenz Verbund            | 1928      | |      |
| Wenckebach-Klinikum (Lage)                                   | Tempelhof          | Vivantes Kliniken                    | 1878      | |      |
| Evangelische Elisabeth Klinik (Lage)                         | Tiergarten         | Johannesstift Diakonie               | 1837      | |      |
| Franziskus-Krankenhaus (Lage)                                | Tiergarten         | Elisabeth Vinzenz Verbund            | 1908      | |      |
| Immanuel-Krankenhaus (Lage)                                  | Wannsee            | Immanuel Albertinen Diakonie         | 1952      | 1950 als Jugendhospital eröffnet                                                                        |      |
| Charité Campus Virchow-Klinikum (CVK) (Lage)                 | Wedding            | Charité – Universitätsmedizin Berlin | 1906      | |      |
| Deutsches Herzzentrum Berlin (Lage)                          | Wedding            |                                      | 1986      | auf dem Gelände des Charité Virchow-Klinikums                                                           |      |
| Evangelisches Geriatriezentrum Berlin (EGZB) (Lage)          | Wedding            |                                      |           | |      |
| Park-Klinik Weißensee (Lage)                                 | Weißensee          |                                      | 1889      | |      |
| St. Joseph-Krankenhaus Weißensee (Lage)                      | Weißensee          | Alexianer                            | 1893      | |      |
| DRK Kliniken Berlin-Westend (Lage)                           | Westend            | DRK Kliniken Berlin                  | 1904      | |      |
| DRK Kliniken Berlin – Wiegmann Klinik (Lage)                 | Westend            | DRK Kliniken Berlin                  |           | |      |
| Malteser-Krankenhaus Berlin-Charlottenburg (Lage)            | Westend            | Malteser-Werk Berlin                 | 1966      | |      |
| Paulinenkrankenhaus (Lage)                                   | Westend            |                                      | 1913      | |      |
| Avicenna-Klinik (Lage)                                       | Wilmersdorf        |                                      |           | |      |
| Friedrich von Bodelschwingh-Klinik (Lage)                    | Wilmersdorf        |                                      |           | |      |
| St.-Gertrauden-Krankenhaus (Lage)                            | Wilmersdorf        |                                      | 1930      | |      |
| Krankenhaus Waldfriede (Lage)                                | Zehlendorf         |                                      | 1920      | |      |
| Lungenklinik Heckeshorn (Lage)                               | Zehlendorf         | Helios Kliniken                      | 1947      | Teil des Helios Klinikums Emil von Behring in Zehlendorf                                                |      |

## Ehemalige Krankenhäuser
| Name                                  | Ortsteil        | Adresse                   | Eröffnung/Schließung | Anmerkungen | Bild |
| ------------------------------------- | --------------- | ------------------------- | -------------------- | --- | ---- |
| Dr.-Heim-Krankenhaus                  | Buch            | Hobrechtsfelder Chaussee  | 1929–1990            | |      |
| Städtisches Krankenhaus Buch          | Buch            | Wiltbergstraße 50         | 1915–2007            | |      |
| Park-Sanatorium Dahlem                | Dahlem          | Hammersteinstraße 20      | 1947–2013            | |      |
| St.-Antonius-Krankenhaus              | Friedrichshagen | Joseph-Nawrocki-Straße 34 | 1945–2001            | |      |
| Königin-Elisabeth-Hospital            | Karlshorst      | Treskowallee 222          | 1910–1945            | |      |
| St.-Antonius-Hospital                 | Karlshorst      | Köpenicker Allee 39–57    | 1930–1945            | |      |
| Kinderkrankenhaus Lindenhof           | Lichtenberg     | Gotlindestraße 2–20       | 1945–2012            | Entwidmet, denkmalgeschützte Gebäude saniert und die Wohnungen umgebaut; mit Neubauten auf dem Gelände zu einem neuen Wohnviertel aufgewertet |      |
| Rotes Kreuz-Krankenhaus Marienheim    | Mariendorf      | Britzer Straße 91         | 1903–1996            | jetzt DRK Kliniken Pflege und Wohnen Mariendorf                                                                                               |      |
| Krankenhaus Mitte                     | Mitte           | Engeldamm 62–64           | 1945–1990            | |      |
| Regierungskrankenhaus der DDR         | Mitte           | Scharnhorststraße 36–37   | 1950–1990            | |      |
| St.-Joseph-Krankenhaus                | Mitte           | Niederwallstraße 8–9      | 1890–1993            | |      |
| Krankenhaus Moabit                    | Moabit          | Turmstraße 21             | 1875–2001            | |      |
| Krankenhaus Pankow                    | Pankow          | Galenusstraße 60          | 1906–2001            | |      |
| Krankenhaus Nordend                   | Rosenthal       | Mittelstraße 6–8          | 1905–1943            | |      |
| Kaiserin-Auguste-Victoria-Krankenhaus | Rummelsburg     | Nöldnerstraße 42          | 1900–1945            | |      |
| Kinderkrankenhaus Weißensee           | Weißensee       | Hansastraße 178–180       | 1911–1997            | |      |
| Karl-Bonhoeffer-Nervenklinik          | Wittenau        | Oranienburger Straße 285  | 1880–2006            | zuletzt: Vivantes Humboldt-Klinikum – Standort Oranienburger Straße                                                                           |      |